# 穆罕默德·凯比
穆罕默德·凯比（Si Mohamed Ketbi，1997年12月27日—）生于斯哈尔贝克，是一名比利时跆拳道运动员，拥有摩洛哥血统。他的父亲同样是跆拳道选手，曾获得全国冠军，他也在九岁时被父亲送到布鲁塞尔的一家跆拳道俱乐部练习跆拳道，当时父亲直接给他报了成年组的训练课程，2011年，他首次在全国锦标赛青少年组比赛中获得冠军。2015年，他在世界跆拳道锦标赛上获得男子58公斤级亚军，成为历史上首位进入跆拳道世锦赛决赛的比利时选手。